# Ventilago viminalis
Ventilago viminalis är en brakvedsväxtart som beskrevs av William Jackson Hooker. Ventilago viminalis ingår i släktet Ventilago och familjen brakvedsväxter. Inga underarter finns listade i Catalogue of Life.

## Bildgalleri

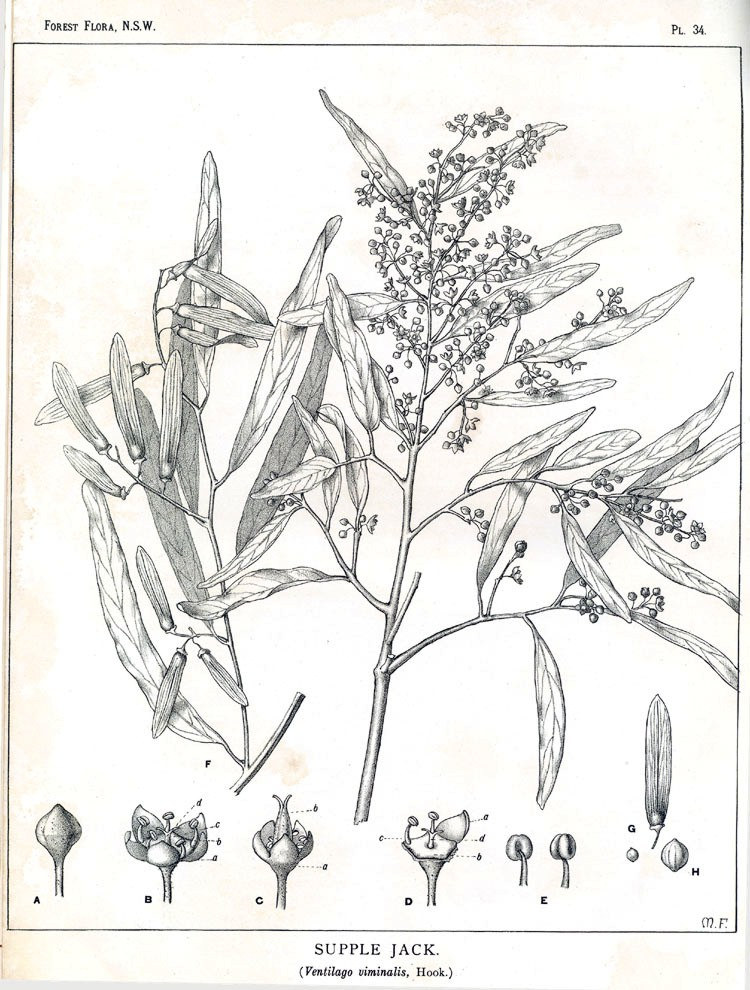
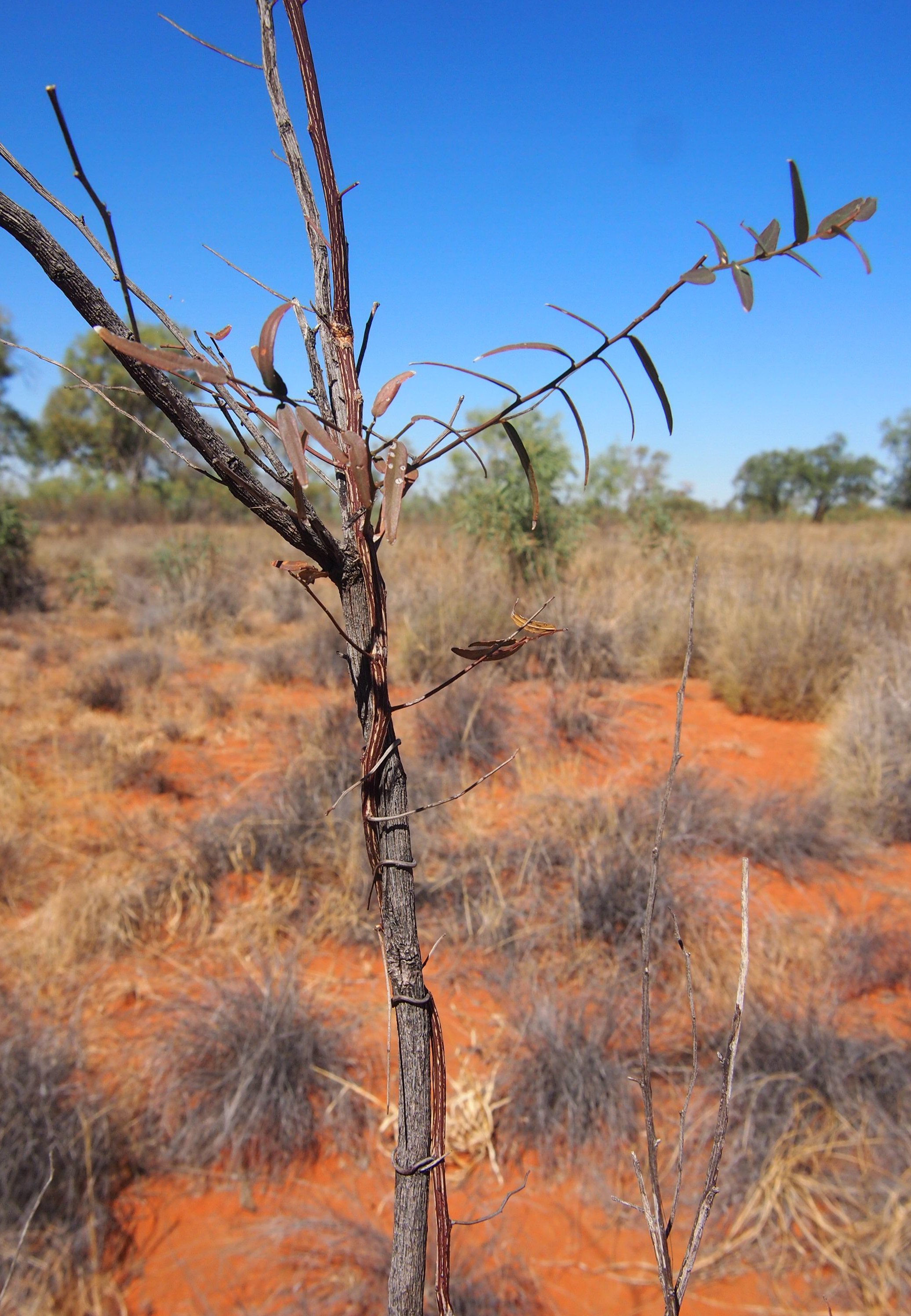